# Fabrègues
Fabrègues is een gemeente in het Franse departement Hérault (regio Occitanie). De plaats maakt deel uit van het arrondissement Montpellier. Sinds de 6e eeuw voor Christus wonen hier mensen. Fabrègues telde op 1 januari 2022 7.200 inwoners.

## Geografie
De oppervlakte van Fabrègues bedroeg op 1 januari 2022 31,46 vierkante kilometer; de bevolkingsdichtheid was toen 228,9 inwoners per km².

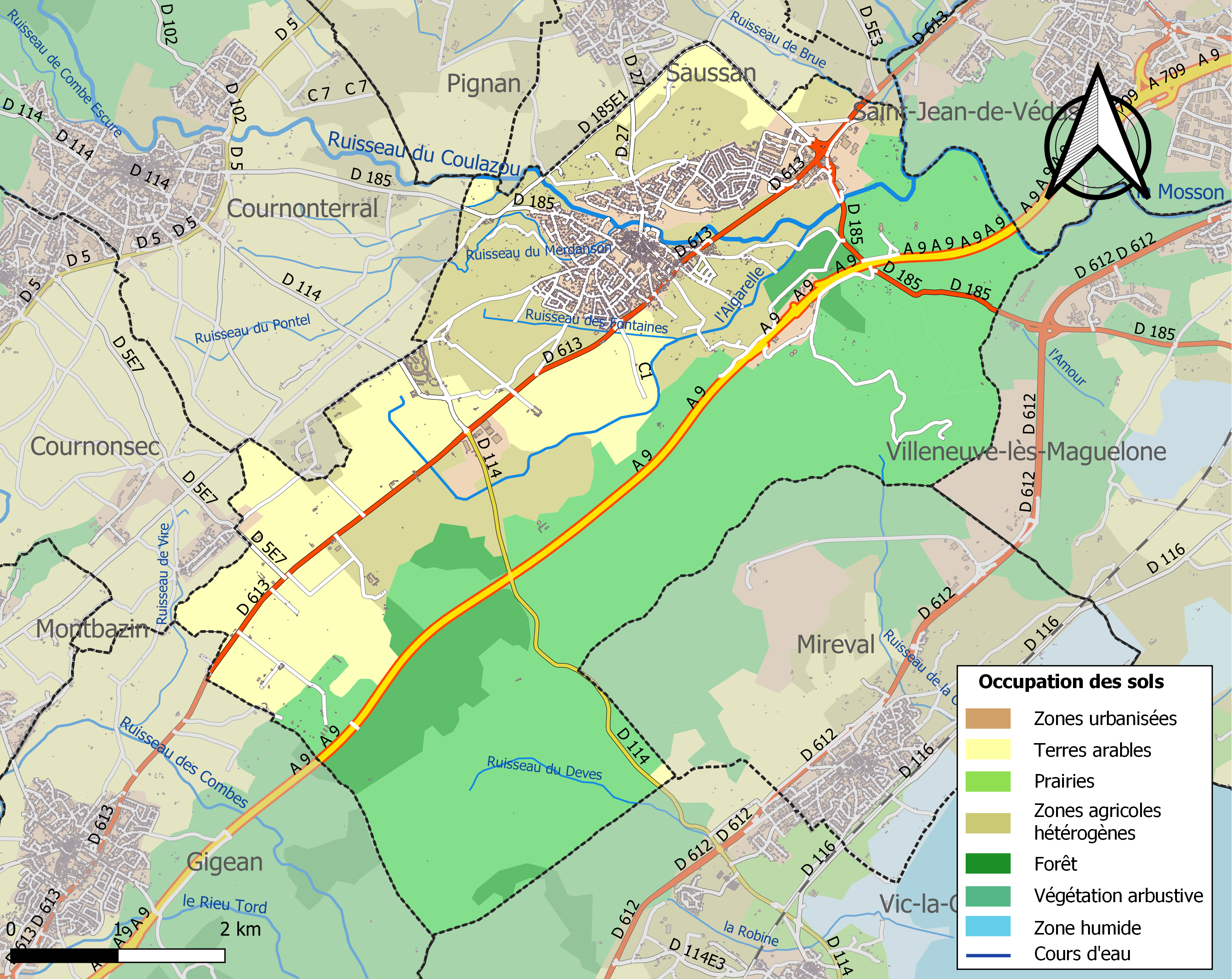
Kaart van de gemeente met belangrijkste infrastructuur, bodemgebruik en omliggende gemeenten

## Demografie
Onderstaande figuur toont het verloop van het inwonertal (bron: INSEE-tellingen).